# La Révolution espagnole : la gauche et la lutte pour le pouvoir
La Révolution espagnole : la gauche et la lutte pour le pouvoir (dont le titre original en anglais est The Grand Camouflage) est un livre de l'historien britannique Burnett Bolloten publié en 1977 aux éditions Ruedo Ibérico.
Centré sur l'analyse de la révolution sociale espagnole de 1936, l'ouvrage est une traduction d'Élisabeth Scheidel-Buchet, plus élaborée et plus vaste de The Grand Camouflage : the communist conspiracy in the spanish civil war publié simultanément en 1961, en Grande-Bretagne et aux États-Unis.
La thèse défendue par Bolloten est que « Même si l’éclatement de la guerre civile espagnole en juillet 1936 a été suivi d’une révolution sociale d’une grande portée dans le camp anti-Franco – plus profonde à certains égards que la révolution bolchevique à ses débuts – des millions de personnes éclairées à l’extérieur de l’Espagne ont été maintenues dans l’ignorance, non seulement de sa profondeur et de son étendue, mais de son existence même, en raison d’une politique de duplicité et de dissimulation dont il n’y a pas de parallèle dans l’histoire ».

## Argument

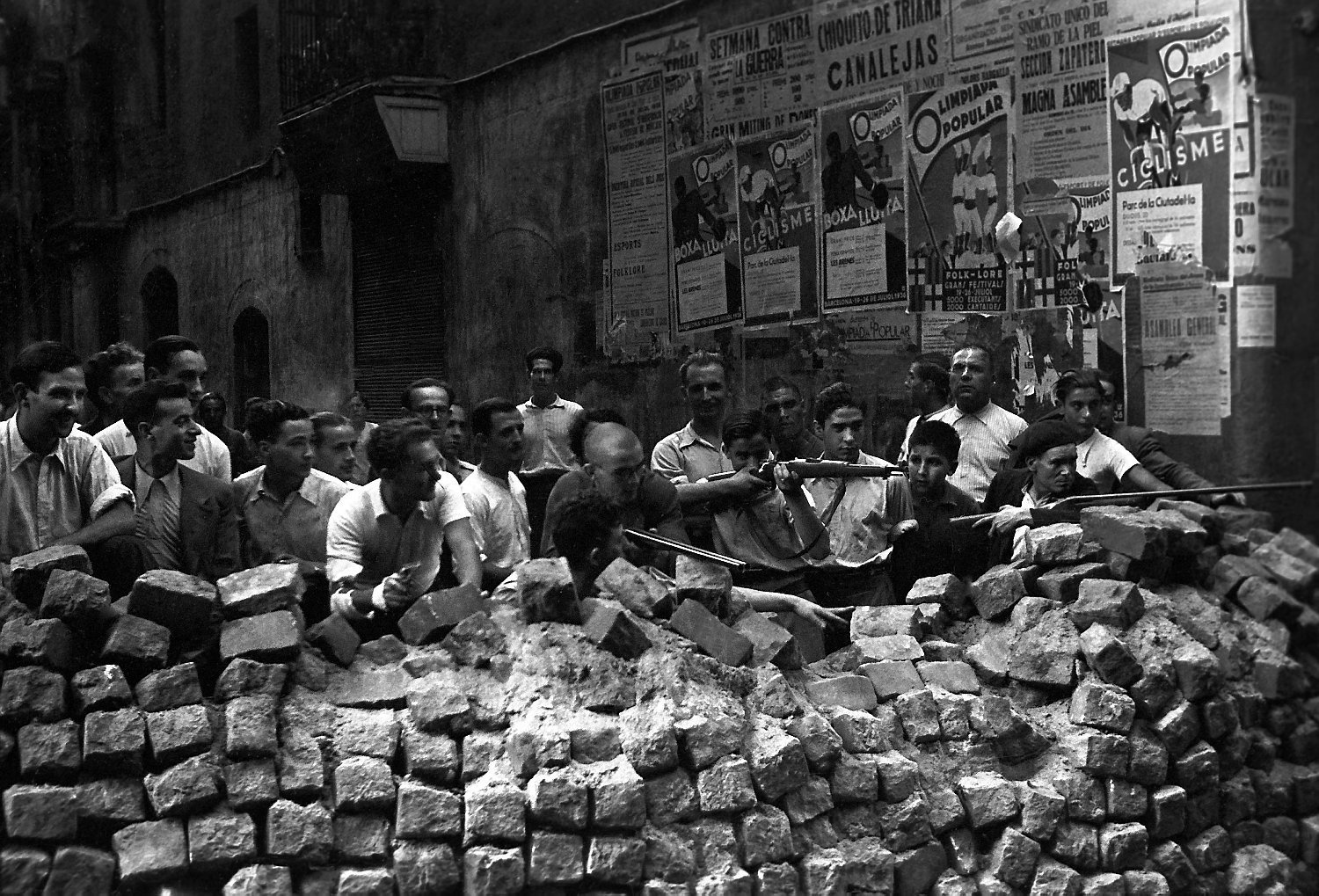
Barcelone 19 juillet 1936.

Burnett Bolloten, correspondant de la United Press International n’a, au début des événements, aucune position politique très définie. Il a de vagues sympathies pour les staliniens et c’est sans doute grâce à cela qu’il parvient à obtenir les confidences de nombre d’entre eux.
À la suite de George Orwell et de son Hommage à la Catalogne, de Gerald Brenan (Le Labyrinthe espagnol), de Franz Borkenau (Spanish cockpit) et de Vernon Richards (Enseignements de la révolution espagnole), et en utilisant une documentation complète à partir d'une vaste collection de sources primaires qu'il a accumulé au fil des ans, Bolloten développe deux thèmes généraux.

### La révolution sociale et la guerre civile
Il étudie la portée de la révolution sociale déclenchée à la suite du soulèvement nationaliste des 17 et 18 juillet 1936, qui remodèle considérablement l'organisation politique de la zone républicaine, notamment, par la création de comités révolutionnaires, nouvelles structures de pouvoir économique et politique, largement contrôlées et dirigées par les syndicats ouvriers : la Confédération nationale du travail (anarcho-syndicaliste) et l'Union générale des travailleurs (socialiste). Il décrit l'émergence du communisme libertaire dans d'innombrables villages et villes.
Bolloten fait valoir que la lutte acharnée pour l'hégémonie politique dans la zone républicaine a conduit à la montée en puissance de l'influence du Parti communiste espagnol et du Parti socialiste unifié de Catalogne qui éliminent ou absorbent leurs adversaires : les anarcho-syndicalistes (majoritaires en Catalogne) et les marxistes dissidents du Parti ouvrier d'unification marxiste, mais aussi les socialistes. S'appuyant sur le prestige de l'Union soviétique (livraisons de matériels militaires), les communistes prennent le contrôle de la vie politique, notamment lors des journées de mai 1937 à Barcelone, et brisent l'élan de la révolution sociale dans le cadre de la stratégie définie par l'Internationale communiste à Moscou.

### La plus singulière des révolutions collectivistes du XXe siècle
Pour l'auteur : « La révolution sociale espagnole de 1936 fut la plus singulière des révolutions collectivistes du XXe siècle. C’est la seule révolution radicale et violente qui se soit produite dans un pays d’Europe de l’Ouest et la seule qui ait été, malgré l’hégémonie communiste croissante, véritablement pluraliste, animée par une multitude de forces, souvent concurrentes et hostiles. Incapable de s’opposer ouvertement à la révolution, la bourgeoisie s’adapta au nouveau régime dans l’espoir que le cours des événements changerait. L’impuissance manifeste de leurs partis incita très vite les libéraux et les conservateurs à rechercher une organisation capable d’arrêter le courant révolutionnaire lancé par les syndicats anarchiste et socialiste. Quelques semaines seulement après le début de la révolution, une organisation incarnait à elle seule tous les espoirs immédiats de la petite et moyenne bourgeoisie : le parti communiste. »
Pour Bolloten, « davantage qu’un conflit entre démocratie et fascisme, la guerre d’Espagne libéra les énergies d’une profonde révolution sociale qui, seule, pouvait prétendre vaincre le fascisme ».

## Critiques et comptes rendus
En 1961, la publication de The Grand Camouflage provoque la controverse et conduit l'auteur à une nouvelle édition, La Révolution espagnole : la gauche et la lutte pour le pouvoir, plus complète et plus argumentée.
Le livre est devenu une référence obligée pour tout historien de la Guerre civile espagnole. C'est un livre capital pour Gabriel Jackson, Miguel Amorós ou Bartolomé Bennassar. Guy Debord compare le ton employé par Bolloten à celui de Thucydide et Machiavel pour son côté impassible et objectif. Quant à Miguel Amorós, il considère le livre de Bolloten comme étant le meilleur sur la guerre civile.
Selon l'écrivain et journaliste espagnol, Carlos Semprún Maura : « Après quarante ans de censure franquiste - et une mauvaise conscience post-franquiste -, les staliniens espagnols ont réussi à imposer une image héroïque et démocratique de leur activité, en réalité totalement contre-révolutionnaire et répressive, durant la guerre civile. Quelques livres ont déjà dénoncé cette mystification (le meilleur en étant, probablement, The Grand Camouflage de  Burnett Bolloten). »

## Postérité
- (en) The Spanish revolution : the Left and the struggle for power during the Civil War, Chapel Hill, University of North Carolina Press, 1979, (OCLC 3845344).
- (es) La revolución española : sus orígenes, la izquierda y la lucha por el poder durante la guerra civil, 1936-1939, Barcelona, Ediciones Grijalbo, 1980, (OCLC 9331606).

Le texte est réédité par les éditions Agone en 2014 sous le titre La Guerre d'Espagne - Révolution et contre-révolution (1934-1939), qui couvre toute la période de la guerre civile, de 1936 jusqu'en 1939, contrairement à celui-ci qui ne traite que de la première phase de la guerre et des processus révolutionnaire et contre-révolutionnaire. Il est le fruit de cinquante années de recherches et d'analyses.

## En référence ou en citation
- Aline Angoustures, Histoire de l'Espagne au XXe siècle, Éditions Complexe, 1993, 370 p. (ISBN 978-2-87027-493-4, présentation en ligne).
- Yusta Rodrigo Mercedes, Histoire et mémoire de la Guerre civile dans l'historiographie espagnole contemporaine, Matériaux pour l'histoire de notre temps, no 70, 2003, p. 51–58, lire en ligne.
- Rémi Skoutelsky, L'Espoir guidait leurs pas. Les volontaires français dans les Brigades internationales, 1936-1939 Grasset, 1998, page 261.
- Philippe Pelletier, L'anarchisme, Le Cavalier Bleu éditions, 2010, page 124, lire en ligne.
- (en) David Porter, Vision on Fire : Emma Goldman on the Spanish Revolution, AK Press, 2006, lire en ligne.
- (en) Herbert Rutledge Southworth, Conspiracy and the Spanish Civil War : the brainwashing of Francisco Franco, Library Binding, 2001, lire en ligne.
- (ca) Josep Antoni Pozo González, El Poder revolucionari a Catalunya durant els mesos de juliol a octubre de 1936 : crisi i recomposició de l'estat, Universitat Autònoma de Barcelona, Departament d'Història Moderna i Contemporània, 2002, lire en ligne.

## Sources
- Claude Roy, Franco, Staline, Hitler et les autres..., Le Nouvel Observateur, 25 mars 1978, page 71, page 72.
- (en) The Spanish civil war : revolution and counterrevolution - Burnett Bolloten, Libcom, 25 décembre 2013, lire en ligne.
- (es) Julio Aróstegui, Bumett Bolloten y la Guerra Civil Española : La Persistencia del « Gran Engaño », Universidad Complutense de Madrid, Historia contemporanea, 1990, lire en ligne.
- (es) Agustín Guillamón, Cuadernos del movimiento obrero internacional y la guerra de España, Balance, no 16, mars-avril 1999.